# Szenczy Ferenc
Szenczy Ferenc (Szombathely, 1800. szeptember 17. – Szombathely, 1869. február 19.) magyar egyházi író, szombathelyi püspök.

## Életpályája
Iparos családban született. Gimnáziumi tanulmányainak  befejezése után 1817-ben a szombathelyi püspöki megye papnövendékei közé került, majd hittudományi főiskolai tanulmányait a pesti egyetemen végezte. Az egyetemen a teológia mellett bölcselettudományi végzettséget is szerzett. 1821-ben a szombathelyi püspöki megyében tanulmányi igazgató lett.
1824-ben szentelték pappá és Szombathelyen a dogmatika rendes tanárává nevezték ki. 1839-ig ezen a tanszéken, azontúl az erkölcs- és neveléstan s a lelkipásztorkodás tanszékein tanított. Tanári érdemei jutalmául szentszéki ülnökké és házasságvédővé, 1845. december 18-án tiszteletbeli kanonokká lett. I. Ferenc József 1852. szeptember 4-én  szombathelyi püspökké  nevezte őt  ki.
Új kiadásban jelentette meg Szily János püspök Instructió-ját, és mint törvénykönyvet ajánlotta azt papjainak. Felismerte, hogy a sajtónak milyen nagy szerepe van az ember lelkének formálásában. Felkarolta a Szent István Társulat és a Szent László Társulat ügyét, kispapjainak pedig megalakította az irodalmi Szent Ágoston Egyesületet.
1858-ban részt vett az esztergomi tartományi zsinaton. A papok segélyezésére megalapította a szűkölködő papok alapját. Szenczy állíttatta fel a székesegyház hosszhajójában elhelyezett ún. kis szószéket, amely  Lippert József építész tervei szerint készült. Az ő püspöki működése idejében létesültek az irgalmas apácák pinkafői és sárvári zárdái és az ő alapítványaiból épült fel a domonkos apácák vasvári zárdája.

## Írásai
- Guzmics Izidor Egyházi Tárában több  értekezése jelent meg
- 1841 és 1844 között munkatársa volt a Szaniszló Ferenc által szerkesztett Religio és Nevelés című katolikus egyházi folyóiratnak  ("Szombathelyi levelek", szám szerint 24; Elvharc; Néhány szó a prot. unióról hazánkban; polémiák Székács Józseffel és Zay Károly gróffal stb.)